# Louis Goulon
Louis Goulon (* um 1640 in Metz; † Anfang des 18. Jahrhunderts in Berlin) war ein französischer Militäringenieur.

## Leben
Louis Goulon stammte aus einer angesehenen lothringischen Familie, die sich zur protestantischen Religion bekannte. Er studierte unter der Leitung Vaubans die Festungsbaukunst und war bereits bis zum Grad eines Hauptmanns im Ingenieurkorps vorgerückt, als die Aufhebung des Edikts von Nantes (1685) ihn zwang, sein Vaterland zu verlassen. Er bot den niederländischen Generalstaaten seine Dienste an, die bereitwillig sein Anerbieten annahmen und ihn zum General der Artillerie und zum Kommandanten des Regiments Horn ernannten. Ein ihm 1688 gemachtes Angebot, den Bau der Befestigungen von Gent zu leiten, lehnte er ab. Stattdessen begleitete er den Prinzen von Oranien 1689 nach Großbritannien, wo er einen bedeutenden Beitrag zur Unterwerfung Irlands leistete. Später ging er nach Deutschland, nahm 1696 im Rang eines Generals am Feldzug nach Italien teil und trat dann als erster Ingenieur in die Dienste des späteren Königs Friedrich Wilhelm I. von Preußen. Er starb in den ersten Jahren des 18. Jahrhunderts in Berlin.
Goulon verfasste einen Traktat über den Angriff und die Verteidigung von Festungen (Traité sur l’attaque et la défense d’une place, Den Haag 1706). Eine neue, vermehrte und durchgesehene Ausgabe dieses Werks kam später unter dem Titel Mémoires pour l’attaque et pour la défense d’une place. Nouvelle édition corrigée et augmentée avec cinq planches (Den Haag 1730 und öfter) heraus. Es war längere Zeit sehr angesehen und besonders in der deutschen Übersetzung (Bericht von der Belagerung und Verteidigung einer Festung, Nürnberg 1709; ebd. 1737; Breslau 1754; Nürnberg 1761) sehr verbreitet.